# Балістичний гальванометр
Балістичний гальванометр дозволяє вимірювати малі кількості електрики (імпульс струму), що протікають протягом коротких проміжків часу — частки секунди. Таким чином, балістичний гальванометр призначений для імпульсних вимірювань. Теорія балістичного гальванометра показує, що якщо прийняти допущення про те, що рухома частина починає свій рух після закінчення імпульсу струму в обмотці рухомої рамки, то кількість електрики Q, що протекла в ланцюзі, пропорційна першому максимальному відхиленню покажчика α1m, тобто Q = C6•α1m, де Сб — балістична постійна гальванометра в кулонах на поділку.
Слід зазначити, що Сб не залишається незмінною для даного гальванометра, а залежить від опору зовнішнього ланцюга, що вимагає звичайно її визначення в процесі вимірювань дослідним шляхом.
Вказане вище допущення виконується тим точніше, чим більше момент інерції рухомої частини гальванометра і, отже, більше період вільних коливань Т0. Для балістичних гальванометрів Т0 складає десятки секунд (для звичних гальванометрів — одиниці секунд). Це досягається збільшенням моменту інерції рухомої частини гальванометра за допомогою додаткової деталі у вигляді диска.